# 九龍球

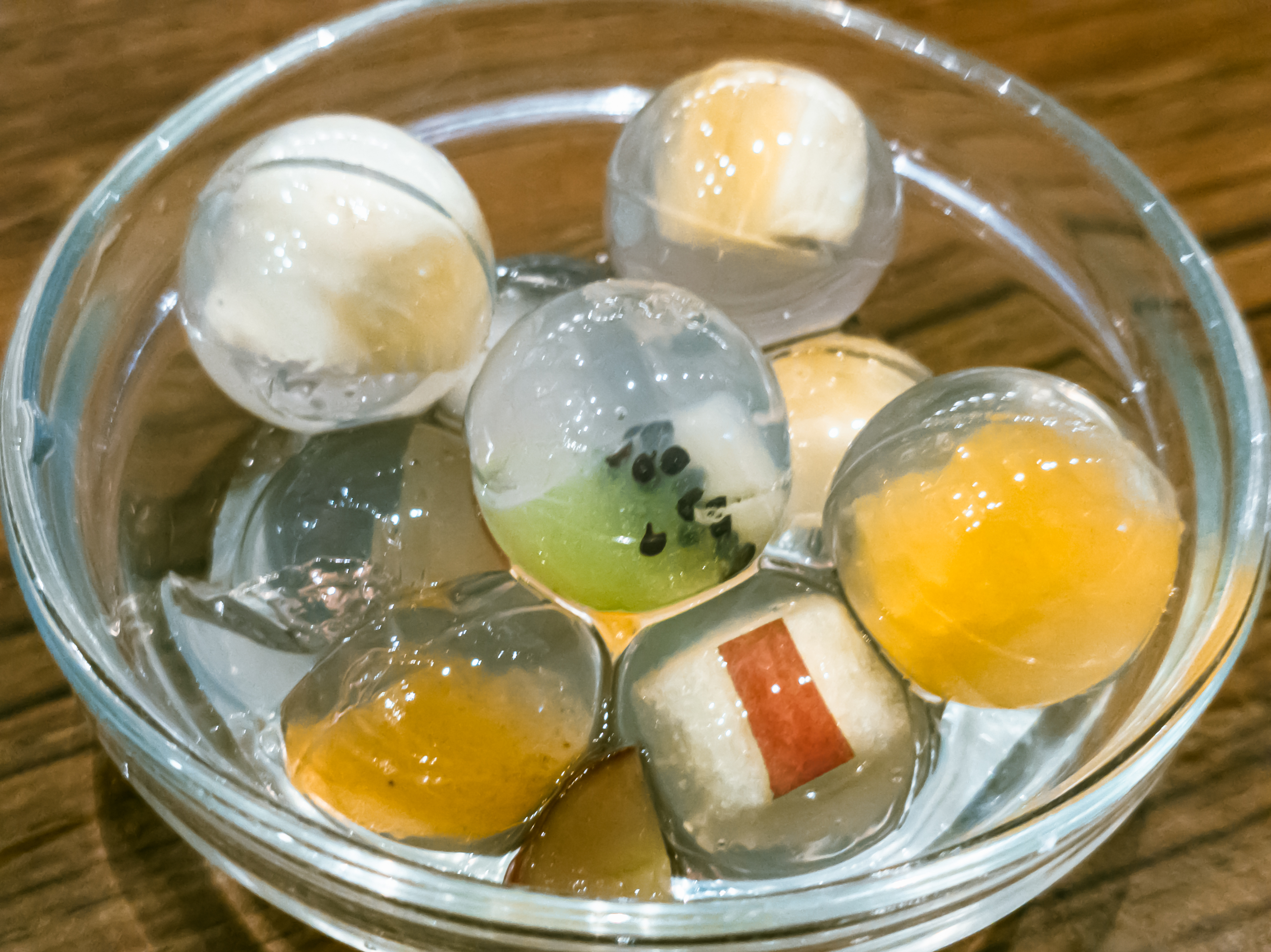
九龍球の例

九龍球（クーロンキュウ、英語: Kowloon ball）は香港をイメージした日本発祥のスイーツ。「食べる宝石」、「食べられるビー玉」とも称される。
透明なゼリー（寒天）の中にフルーツ、食用花などを閉じ込めたスイーツである。
甘いシロップをかけて食べるほか、炭酸水を注ぎフルーツポンチのようにして食べる。
香港等にも似たようなレシピのスイーツは存在しているが、現地では一般的に大菜糕と呼ばれており九龍球（クーロンキュウ）の名称は通用しない。